# Cotone collodio

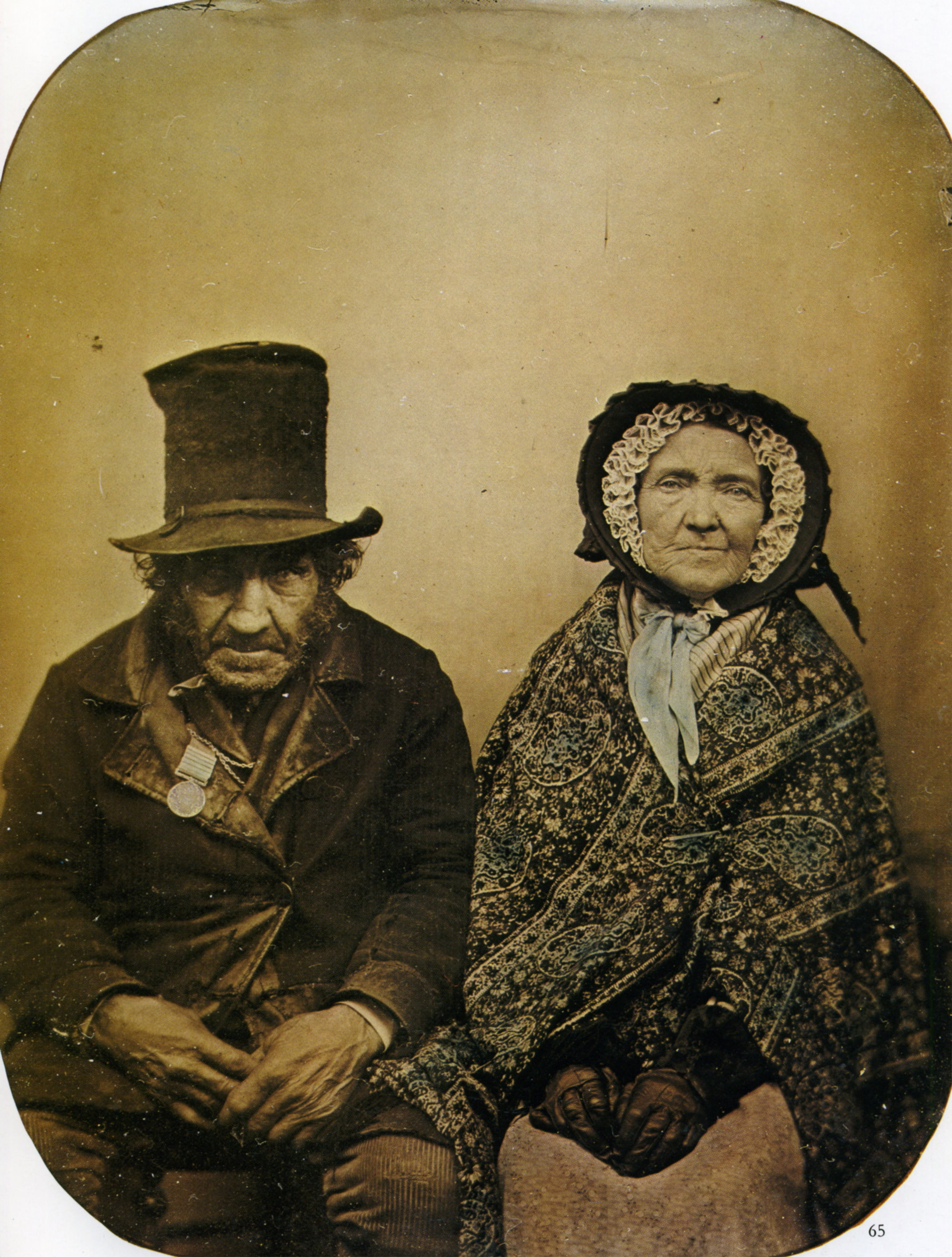
Esempio di foto con Cotone collodio

Il cotone collodio o binitrocellulosa è composto da nitrocellulosa con il 12% di azoto. Ha un aspetto limpido e trasparente e una consistenza viscosa.
Viene utilizzato per la caratteristica appiccicosità in medicina per migliorare i contatti elettrici durante l'elettrocardiogramma da sforzo quando il movimento può far cadere l'elettrodo (di solito  si usa l'acqua salata più facilmente lavabile ma di scarsa aderenza) oppure in petti molto villosi, o l'elettroencefalogramma notturno.

## Uso
Il collodio mescolato con appositi sali è stato, assieme al nitrato d'argento, uno degli elementi fondamentali alle origini della tecnica di sviluppo fotografico. Viene anche usato nella produzione di seta sintetica ed in medicina come coadiuvante per la cicatrizzazione delle ferite.